# Лимниос, Димитриос
Димитриос Лимниос (греч. Δημήτρης Λημνιός; 27 мая 1998, Волос, Греция) — греческий футболист, вингер клуба «Панатинаикос» и сборной Греции, выступающий на правах аренды за нидерландский клуб «Фортуна».
Лимниос родился в семье бывшего греческого футболиста Стелиоса и бразильянки Аинде.

## Клубная карьера
Лимниос — воспитанник клуба «Ники Волос» из своего родного города. В 2012 году Дмитриос перешёл в молодёжную команду столичного «Атромитоса». 25 октября 2014 года в матче против «Эрготелиса» он дебютировал в греческой Суперлиге, за основной состав. Его дебют в возрасте 16 лет стал третьим в истории греческой лиги. 4 декабря 2016 года в поединке против «Лариссы» Дмитриос забил свой первый гол за «Атромитос». Летом 2017 года Лимниос перешёл в ПАОК. Сумма трансфера составила около 900 тыс. евро. 20 августа в матче против «Левадиакоса» он дебютировал за новую команду. 29 ноября в поединке Кубка Греции против «Агиньякоса» Димитриос забил свой первый гол за ПАОК. По итогам сезона он помог клубу занять второе место в чемпионате и выиграть национальный кубок. 8 августа 2018 года в матче квалификации Лиги чемпионов против московского «Спартака» Лимниос отметился забитым мячом.
16 июля 2025 года перешёл на правах аренды в нидерландский клуб «Фортуна».

## Международная карьера
В 2015 году в составе сборной Греции до 17 лет Лимниос принял участие в юношеском чемпионате Европы в Болгарии. На турнире он сыграл в матчах против команд России, Шотландии и Франции.
15 мая 2018 года в товарищеском матче против сборной Саудовской Аравии Лимниос дебютировал за сборную Греции.

## Достижения
Командные
 ПАОК
- Обладатель Кубка Греции — 2017/2018